# Jason Derülo World Tour
Il Jason Derülo World Tour è un tour del cantante Jason Derulo. Questo è il suo primo tour da protagonista. Il tour si ferma in Europa, Stati Uniti, Australia e Nuova Zelanda. È iniziato il 19 agosto 2010, con il tutto esaurito dello show londinese.

## Opening Acts
- Auburn
- Trinity
- Sean Kingston
- Shontelle (2nd UK leg)
- Mindless Behavior (2nd UK leg)

## Scaletta
Anteprima
1. The Sky's the Limit
2. Whatcha Say
3. Love Hangover
4. Strobelight
5. In My Head
6. Fallen
7. Blind
8. What If
9. Ridin' Solo
10. Encore

Principale
1. The Sky's the Limit
2. Whatcha Say
3. Love Hangover
4. Strobelight
5. In My Head
6. Fallen
7. Blind
8. What If
9. When Doves Cry (Prince Cover)
10. Ridin' Solo
11. Encore

Bis
1. In My Head

## Date
| Data              | Città               | Nazione       | Sede                                    |
| ----------------- | ------------------- | ------------- | --------------------------------------- |
| Europa            |                     |               |                                         |
| 19 agosto 2010    | Londra              | Regno Unito   | Shepherds Bush Empire                   |
| 21 agosto 2010    | Chelmsford          | Regno Unito   | Hylands Park                            |
| 22 agosto 2010    | Staffordshire       | Regno Unito   | Weston Park                             |
| 23 agosto 2010    | Manchester          | Regno Unito   | Manchester Academy                      |
| 24 agosto 2010    | Edimburgo           | Regno Unito   | Edinburgh Picture House                 |
| 26 agosto 2010    | Dublino             | Irlanda       | The Academy                             |
| 15 settembre 2010 | Amburgo             | Germania      | Docks                                   |
| 16 settembre 2010 | Berlino             | Germania      | Astra Kulturhaus                        |
| 18 settembre 2010 | Monaco di Baviera   | Germania      | Muffathalle                             |
| 19 settembre 2010 | Colonia             | Germania      | Essigfabrik                             |
| 20 settembre 2010 | Amsterdam           | Paesi Bassi   | Paradiso                                |
| 22 settembre 2010 | Bruxelles           | Belgio        | Ancienne Belgique                       |
| 23 settembre 2010 | Parigi              | Francia       | Élysée Montmartre                       |
| 25 settembre 2010 | Londra              | Regno Unito   | Wembley Arena                           |
| Stati Uniti       |                     |               |                                         |
| 27 settembre 2010 | Filadelfia          | Stati Uniti   | The TLA                                 |
| 28 settembre 2010 | Boston              | Stati Uniti   | House of Blues                          |
| 29 settembre 2010 | Worcester           | Stati Uniti   | Clark University                        |
| 30 settembre 2010 | New York            | Stati Uniti   | Best Buy Theater                        |
| 1º ottobre 2010   | Baltimora           | Stati Uniti   | Rams Head Live!                         |
| 3 ottobre 2010    | Chicago             | Stati Uniti   | House of Blues                          |
| 5 ottobre 2010    | Pontiac             | Stati Uniti   | Clutch Cargo's                          |
| 8 ottobre 2010    | Indiana             | Stati Uniti   | MPC Ohio Performance Space              |
| 9 ottobre 2010    | Milwaukee           | Stati Uniti   | The Rave II                             |
| 10 ottobre 2010   | Minneapolis         | Stati Uniti   | First Avenue                            |
| 12 ottobre 2010   | Orem                | Stati Uniti   | McKay Events Center                     |
| 13 ottobre 2010   | Seattle             | Stati Uniti   | Moore Theatre                           |
| 14 ottobre 2010   | Portland            | Stati Uniti   | Roseland Theatre                        |
| 15 ottobre 2010   | San Francisco       | Stati Uniti   | The Regency                             |
| 16 ottobre 2010   | Fresno              | Stati Uniti   | Big Fresno Fairgrounds                  |
| 18 ottobre, 2010  | West Hollywood      | Stati Uniti   | House of Blues                          |
| 20 ottobre 2010   | Phoenix             | Stati Uniti   | Arizona Veterans Memorial Coliseum      |
| 21 ottobre, 2010  | Lexington           | Stati Uniti   | Memorial Coliseum                       |
| 22 ottobre 2010   | Lawrenceville       | Stati Uniti   | Rider University                        |
| 23 ottobre 2010   | Houston             | Stati Uniti   | Warehouse Live                          |
| 25 ottobre 2010   | Dallas              | Stati Uniti   | House of Blues                          |
| 27 ottobre 2010   | Atlanta             | Stati Uniti   | Center Stage                            |
| 28 ottobre 2010   | Ybor City           | Stati Uniti   | The Ritz Ybor                           |
| Oceania           |                     |               |                                         |
| 2 novembre 2010   | Perth               | Australia     | Challenge Stadium                       |
| 4 novembre 2010   | Adelaide            | Australia     | Adelaide Entertainment Centre           |
| 5 novembre 2010   | Melbourne           | Australia     | Festival Hall                           |
| 6 novembre 2010   | Melbourne           | Australia     | Festival Hall                           |
| 9 novembre 2010   | Sydney              | Australia     | Hordern Pavillion                       |
| 10 novembre 2010  | Sydney              | Australia     | Hordern Pavillion                       |
| 11 novembre 2010  | Brisbane            | Australia     | Brisbane Convention & Exhibition Centre |
| 13 novembre 2010  | Brisbane            | Australia     | Brisbane Convention & Exhibition Centre |
| 15 novembre 2010  | Auckland            | Nuova Zelanda | Logan Campbell Centre                   |
| Europa            |                     |               |                                         |
| 4 dicembre 2010   | Dublino             | Irlanda       | The O2                                  |
| 17 febbraio 2011  | Bournemouth         | Inghilterra   | Bournemouth International Centre        |
| 18 febbraio 2011  | Wolverhampton       | Inghilterra   | Wolverhampton Civic Hall                |
| 19 febbraio 2011  | Leeds               | Inghilterra   | O2 Academy Leeds                        |
| 21 febbraio 2011  | Derby               | Inghilterra   | Derby Assembly Rooms                    |
| 22 febbraio 2011  | Newcastle upon Tyne | Inghilterra   | O2 Academy Newcastle                    |
| 23 febbraio 2011  | Glasgow             | Scozia        | O2 Academy Glasgow                      |
| 25 febbraio 2011  | Manchester          | Inghilterra   | Manchester Apollo                       |
| 26 febbraio 2011  | Manchester          | Inghilterra   | Manchester Apollo                       |
| 28 febbraio 2011  | Cardiff             | Galles        | Cardiff International Arena             |
| 1º marzo 2011     | Londra              | Inghilterra   | HMV Hammersmith Apollo                  |
| Stati Uniti       |                     |               |                                         |
| 17 maggio 2011    | La Crosse           | Stati Uniti   | Eagle Recreational Center               |